# 나스르 왕조

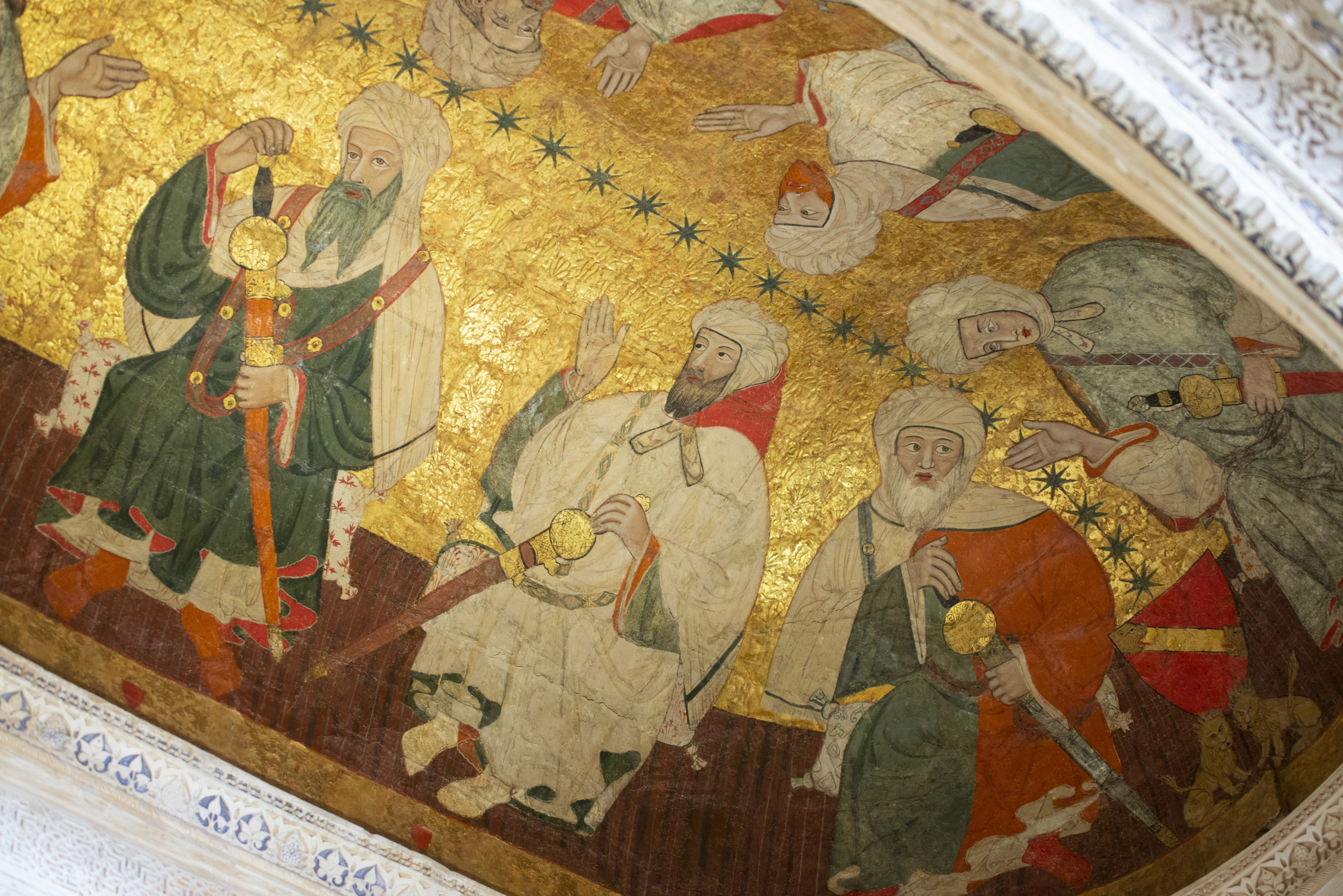

나스르 왕조(Nasrid dynasty, 1232년 ~ 1492년)는 이베리아반도에 있었던 최후의 이슬람 국가인 그라나다 토후국을 지배한 왕조이다. 아랍계의 나스르족의 무하마드가 개창한 왕조로 이 왕조가 다스리던 그라나다 토후국의 수도인 그라나다는 물자가 풍부하여 아름다운 알람브라와 그라나다 학원을 중심으로 학문과 예술의 꽃이 피었다.
그러나 기독교도의 국토 회복 운동에 의해 남쪽으로 후퇴하게 되고, 13세기에 이르러 북쪽은 시에라 네바다 산지, 남쪽은 알메리아의 해안선으로 둘러싸인 지역을 영유했을 뿐이었다. 1469년에 아라곤, 카스티야 두 왕국이 합병한 것은 이 나라에 대해서는 치명상이 되었으며, 최후의 술탄인 무하마드 12세는 1492년 모로코에 망명하고, 이 왕조는 21대에 멸망하였다.

## 같이 보기
- 알안달루스
- 알람브라